# L'Acteur en retard
L'Acteur en retard és un curtmetratge còmic mut francès del 1908 produït per Georges Méliès i probablement dirigit per l'assistent de Méliès, un actor acreditat com Manuel.

## Producció
Henri Vilbert, una estrella principal del music hall parisenc Parisiana i Folies-Bergère, fa el paper d'actor principal. La pel·lícula es va fer per a actuacions quan apareixia Vilbert; es va projectar just abans que entrés a l'escenari per la seva actuació en directe. Vilbert també apareix a la pel·lícula de Méliès Les Affiches en goguette.
Els actors Gallois i Emile Gajean apareixen a la pel·lícula com a mecànics. Atès que la pel·lícula mostra una sensibilitat realista, marcadament diferent de l'estil i el ritme teatral utilitzats per Méliès, probablement no va ser dirigida pel mateix Méliès sinó sota la seva producció pel seu ajudant, l'actor Manuel.

## Llançament
A més de les seves projeccions abans de les actuacions de Vibert, la pel·lícula es va estrenar als Estats Units com a element independent per la Star Film Company de Méliès. Està numerat del 1073 al 1080 als seus catàlegs.